# Melittomma panamensis
Melittomma panamensis är en skalbaggsart som beskrevs av Fonseca och Vieira 2000. Melittomma panamensis ingår i släktet Melittomma och familjen varvsflugor. Inga underarter finns listade i Catalogue of Life.